# Amt Angermünde-Land
Das Amt Angermünde-Land war ein 1992 gebildetes Amt im Land Brandenburg, in dem sich 22 Gemeinden in den damaligen Kreisen Angermünde und Eberswalde (heute Landkreis Uckermark, Brandenburg) zu einem Verwaltungsverbund zusammengeschlossen hatten. Amtssitz war in der Stadt Angermünde. Das Amt Angermünde-Land wurde 2003 aufgelöst, die meisten amtsangehörigen Gemeinden wurden in die Stadt Angermünde eingegliedert.

## Geographische Lage
Das Amt Angermünde-Land umschloss die Stadt Angermünde völlig. Es grenzte im Norden an das Amt Gramzow, im Osten an das Amt Oder-Welse, im Süden an das Amt Oderberg und das Amt Britz-Chorin und im Westen an das Amt Joachimsthal (Schorfheide) und das Amt Gerswalde.

## Geschichte
Der Minister des Innern des Landes Brandenburg erteilte am 9. Juli 1992 seine Zustimmung zur Bildung des Amtes Angermünde-Land. Als Zeitpunkt des Zustandekommens des Amtes wurde der 21. Juli 1992 festgelegt. Das Amt hatte seinen Sitz in der Stadt Angermünde und bestand zunächst aus 22 Gemeinden in den damaligen Kreisen Angermünde und Eberswalde:
1. Altkünkendorf
2. Biesenbrow
3. Bruchhagen
4. Crussow
5. Frauenhagen
6. Gellmersdorf
7. Greiffenberg
8. Görlsdorf
9. Günterberg
10. Herzsprung
11. Kerkow
12. Mürow
13. Neukünkendorf
14. Schmargendorf
15. Schmiedeberg
16. Steinhöfel
17. Stolpe
18. Welsow
19. Wilmersdorf
20. Wolletz
21. Polßen
22. Bölkendorf

Zum 31. Dezember 2001 wurde die Gemeinde Altkünkendorf in die Stadt Angermünde eingegliedert.
Am 7. Dezember 2001 gab der Minister des Innern des Landes Brandenburg bekannt, dass der Zusammenschluss der Gemeinden Gramzow, Lützlow und Meichow des Amtes Gramzow und der Gemeinde Polßen (Amt Angermünde-Land) zur neuen Gemeinde Gramzow zum 31. Dezember 2001 genehmigt wurde. Die Gemeinde Polßen schied damit aus dem Amt Angermünde-Land aus.
Am 12. März 2002 genehmigte das Ministerium des Innern des Landes Brandenburg die Eingliederung der Gemeinden Bölkendorf, Bruchhagen, Crussow, Frauenhagen, Gellmersdorf, Görlsdorf, Greiffenberg, Günterberg, Herzsprung, Kerkow, Mürow, Neukünkendorf, Schmargendorf, Schmiedeberg, Steinhöfel, Stolpe/Oder, Welsow, Wilmersdorf und Wolletz in die Stadt Angermünde. Die Eingliederungen wurden aber erst zum 26. Oktober 2003 rechtswirksam.
Die amtsangehörige Gemeinde Biesenbrow wurde zum 26. Oktober 2003 per Gesetz in die Stadt Angermünde eingegliedert, und das Amt Angermünde-Land aufgelöst. Die Gemeinde Biesenbrow legte kommunale Verfassungsbeschwerde (VfGBbg 117/03, 112/03 EA) beim Verfassungsgericht des Landes Brandenburg ein, die jedoch verworfen wurde.

## Amtsdirektor
2002 war Gerhard Scholze Amtsdirektor.

## Belege
1. ↑  
Bildung der Ämter Vetschau, Schlieben, Angermünde-Land, GrünheideGroßräschen, Lübbenau, Unteres Dahmeland und Calau. Bekanntmachung des Ministers des Innern vom 30. Juni 1992. Amtsblatt für Brandenburg - Gemeinsames Ministerialblatt für das Land Brandenburg, 3. Jahrgang, Nummer 54, 31. Juli 1992, S. 968/9.
2. ↑  
Eingliederung der Gemeinde Altkünkendorf in die Stadt Angermünde. Bekanntmachung des Ministeriums des Innern vom 22. Dezember 2000. Amtsblatt für Brandenburg
Gemeinsames Ministerialblatt für das Land Brandenburg, 12. Jahrgang, 2001, Nummer 4, Potsdam, 24. Januar 2001, S. 76, PDF.
3. ↑  
Bildung der neuen Gemeinde Gramzow. Bekanntmachung des Ministeriums des Innern vom 7. Dezember 2001. Amtsblatt für Brandenburg Gemeinsames Ministerialblatt für das Land Brandenburg, 12. Jahrgang, 2001, Nummer 52, Potsdam, den 27. Dezember 2001, S. 893, PDF.
4. ↑  
Eingliederung der Gemeinden Bölkendorf, Bruchhagen, Crussow, Frauenhagen, Gellmersdorf, Görlsdorf, Greiffenberg, Günterberg, Herzsprung, Kerkow, Mürow, Neukünkendorf, Schmargendorf, Schmiedeberg, Steinhöfel, Stolpe/Oder, Welsow, Wilmersdorf und Wolletz in die Stadt Angermünde. Bekanntmachung des Ministeriums des Innern vom 12. März 2002. Amtsblatt für Brandenburg Gemeinsames Ministerialblatt für das Land Brandenburg, 13. Jahrgang, 2002, Nummer 19, Potsdam, den 8. Mai 2002, S. 509–512 PDF
5. ↑  Fünftes Gesetz zur landesweiten Gemeindegebietsreform betreffend die Landkreise Barnim, Märkisch-Oderland, Oberhavel, Ostprignitz-Ruppin, Prignitz, Uckermark (5.GemGebRefGBbg) vom 24. März 2003 (Gesetz- und Verordnungsblatt für das Land Brandenburg, I (Gesetze), 2003, Nr. 05, S. 82), geändert durch Gesetz vom 1. Juli 2003 (Gesetz- und Verordnungsblatt für das Land Brandenburg, I (Gesetze), 2003, Nr. 10, S. 187). Abgerufen am 8. März 2025.
6. ↑  
Der Präsident Landtag Brandenburg Potsdam, 3. Juli 2003 Information 3/177PDF